# Књажевачка гимназија
Књажевачка гимназија је једна од четворогодишњих средњих школа на територији општине Књажевац и функционише у оквиру образовног система Републике Србије.

## Опште информације
Школа се налази у улици Карађорђева 16, а образује око 300 ученика, док у њој ради запослен 41 радник, од којих је 31 професор, укључујући библиотекара и психолога школе.
Настава се одвија у згради која је површине око 2800 м2. Унутар ње налази се 15 специјализованих учионица, фискултурна сала, библиотека са читаоницом, хемијско-биолошка лабораторија, лабораторија за физику и кабинети за информатику. Од 2015. године у школи постоји Гим театар, просторија намењена извођењу уметничких програма, ваннаставних активности, промоцијама и тематским предавањима.

## Историјат
Књажевачка гимназија је прва средња школа у историји Књажевца и њене околине. За развој књажевачке општине њен просветитељски и културолошки значај је немерљив.
Основана је 1871. године у сиромашној вароши и све време свога постојања је најзначајнија културна институција у Књажевцу. Први писани документ, молба књажевачке општине министру просвете и црквених дела за отварање књажевачке дворазредне реалке потиче из 1869. године.
Одлука о отварању гимназијске реалке у Књажевцу донета је 1870. године и о тој одлуци Министарство извештава окружно начелство у Књажевцу 1. децембра 1870. године (по старом календару). Школа је почела са предавањима 2. септембра 1871. године са 25 уписаних ученика.
Први постављени наставник књажевачке реалке био је суплент Миленко Обрадовић, који је предавао српски језик, рачун и земљопис. Поред њега, наставу су изводили и Андреја Богосављевић, учитељ, који је предавао цртање, краснопис и немачки језик и Никола Вељковић, вероучитељ, који је предавао свештену историју и црквено појање.
После неколико промењених, коначна адреса Књажевачке гимназије постаје Карађорђева 16, 1951. године.

### Називи школе
Током историје, Књажевачка гимназија је више пута мењала име и то :
- Гимназија „Иво Лола Рибар” (до 26. јуна 1979)
- ОЦ „Седам секретара СКОЈ-а”, ООУР „Иво Лола Рибар”  (од 29. јуна 1979. до 20. августа 1987)
- РО усменог образовања и васпитања „Седам секретара СКОЈ-а” ООУР Гимназија „Иво Лола Рибар” (од 21. августа 1987. до 30. јуна 1990.)
- Гимназија „Иво Лола Рибар” (од 1. јула 1990. до 7. јуна 1993.)
- Гимназија Књажевац (од 8. јуна 1993. до 11. јуна 2003.)
- Књажевачка гимназија (од 12. јуна 2003. до данас)[3]